# 陰流
陰流（かげりゅう）は、室町時代、文明15年（1438年）頃、伊勢愛洲氏の一族の愛洲久忠（愛洲移香斎）が編み出した武術の流派で兵法三大源流の一つ。「陰之流」「愛洲陰之流」「猿飛陰流」「影流」とも。
流派名について「陰」ではなく「影」ともされる。猿飛陰流は久忠の子と言われる愛洲元香斎小七郎が陰流に工夫を加えて名乗った流派とされている。新陰流系の流派に愛洲陰流を名乗る流派が複数系等存在する。

## 概要
この流派を基に上泉信綱が新陰流を開いた事で有名である。尾張柳生家の柳生厳長は『正伝新陰流』にて上泉は愛洲移香斎(愛洲久忠）から伝授されたとするが、久忠の子の愛洲宗通（愛洲小七郎）から伝授されたとする見解もある。元禄元年に松下見林が『異称日本伝』で『武備誌』記載の「影流之目録」を一部紹介した。目録には「猿飛」「猿回」「山陰」等の太刀名がみられる。新陰流では最初に学ぶ事になっている「燕飛」は陰流の「猿飛」であると伝承されている。
陰流自体は江戸時代以降伝承が少なく、文献上で元禄年間、松下見林の「異称日本伝」で紹介された「武備志」の「影流之目録」で「猿飛」「猿回」「山陰」が、天保年間刊行の「撃剣叢談」で「武芸原始　影流」として言及されていることなどがある。また、東京国立博物館には愛洲陰之流の古文書が所蔵されている。
- 愛洲陰之流目録 東京国立博物館　室町‐桃山時代

1790年（寛政2年）刊行の三上元流の「撃剣叢談」では「武芸原始　影流」と記載され剣法の源流とされているが、陰流の祖の愛洲久忠の時代には、関東では既に飯篠家直の天真正伝神道流が盛行しており、三河国高橋庄には中条長秀が百年も前に中条流を流布させていた。また十五世紀はじめには、念流の祖念和尚（慈恩、相馬四郎義元）の門人中、京六人といわれる人たちが京都奈良を中心に兵法を広めていたと考えられる。
兵法三大源流の一つにして最も古い流儀とされる念流の開祖の念阿弥慈恩の門弟十四哲の一人猿御前が愛洲移香斎と同一人物であるとする説がある。
影流と書かれる事も多いが、平澤家の愛洲宗通の残した記録や、国立博物館の目録でもカゲは陰と書かれている。

## 陰流の起源と伝承について
久忠の8代の孫、平澤通有が元禄年間に記した家伝『平澤氏家傳』に依ると、久忠は伊勢国愛洲氏の一族で、享徳元年（1452年）に生まれて日向守を称したという。生来刀法が得意で諸国を巡り、35歳の長享元年に日向国鵜戸大権現の岩屋に於いて頭の上で香を焚く修行と37日の祈祷を行って霊験に依り極意を授かったとある。天文7年（1538年）に87歳で死去と記されている。その子孫は永禄7年（1564年）に久忠の子、愛洲宗通が佐竹氏に仕え、天正16年（1588年）に佐竹義重より西那珂郡平澤の地を賜り、その地名をもって「平澤」姓に改めた。子孫は現在まで続いている。
陰流ので伝承はその後平澤家では絶えた。8代平澤通有の『平澤家傅』には「目録十有七軸　所謂序之巻　参学巻　四箇巻　表之巻　裏之巻　中之巻　免之巻　位之巻　留之巻　陰陽之巻　決勝　三神巻　究極巻　霧霞巻　虎之巻　私三巻」とされている。

## 武備志の影流之目録
元禄頃に松下見林が『異称日本伝』で武備志所載の影流目録等を紹介した。
「武備志」では、戚継光が辛酉の陣上（1561年）で和寇からの戦利品として「影流之目録」得たと記されている。

## 「陰之流 私」について
「平澤家傅」には記載されて居らず「巻物」として代々同家に伝えられて居る、二代元香「宗通」の「陰之流　私」がある。
陰之流 私
- 一、	兵法とは「縣侍」「表裏」の二つに尽きる。
- 二、	此の流は性根を据えて学ばなければ会得出来ない。

初手に五ヶの稽古あり
- 一、	立処　鬼面の如く立て
- 二、	見処　釼先に目をつけ相手の二処を見放すな。
- 三、	切処　切坪をはずすな。
- 四、	程　我太刀を打ちつける折は矢の如く、引く折は用心して注意深くすべし。
- 五、	玉歩　四方を面と心得て「玉歩」貴人の歩みをすべし。

中手
- 一、	見処　敵の太刀の打ち処に目を付け、「明鏡」のようにする。
- 二、	諾所　敵の剣が「死の位」に落ちたら水を提げて放す如くいっきに打ちかかれ。
- 三、	勝所　一心一心、一眼に留め臆してはならない。

合処者
- 一、	合処者　敵の太刀と吾が太刀が切り縮所拳で勝つ可し。
- 二、	不合処者心・眼　左足の三つを以て勝つ可し、一つを外しても勝ち難し。

无手の根元
- 一、	勝ちまじき処をキラふ是无手の根元也
- 二、	勝ち可処を勝ず是臆病の根元也

## 関連書籍
- 好村兼一　「影と胡蝶・影流開祖愛洲移香伝」（光文社/平成二十四年九月）